# Nazzaro (motorfiets)
Nazzaro is een historisch Italiaans merk van hulpmotoren.
De bedrijfsnaam was Eugenio Nazzaro, Torino.
Eugenio Nazzaro was een broer van de beroemde autocoureur Felice Nazzaro. Hij bouwde van 1926 tot 1928 lichte motorfietsen met een eigen 174 cc kopklep hulpmotor.